# Yosef Tarekegn
Yosef Tarekegn (Meki, 13 de abril de 2005) es un futbolista etíope que juega en la demarcación de delantero para el Adama City FC de la Liga etíope de fútbol.

## Selección nacional
El 19 de marzo de 2023 hizo su debut con la selección de fútbol de Etiopía en un encuentro amistoso contra Ruanda que finalizó con un resultado de 1-0 tras el gol de Kenean Markneh.

## Clubes
| Club          | País    | Año   | Partidos | Goles |
| ------------- | ------- | ----- | -------- | ----- |
| Adama City FC | Etiopía | 2022- | 18       | 8     |